# Aphanopus carbo
Espèce

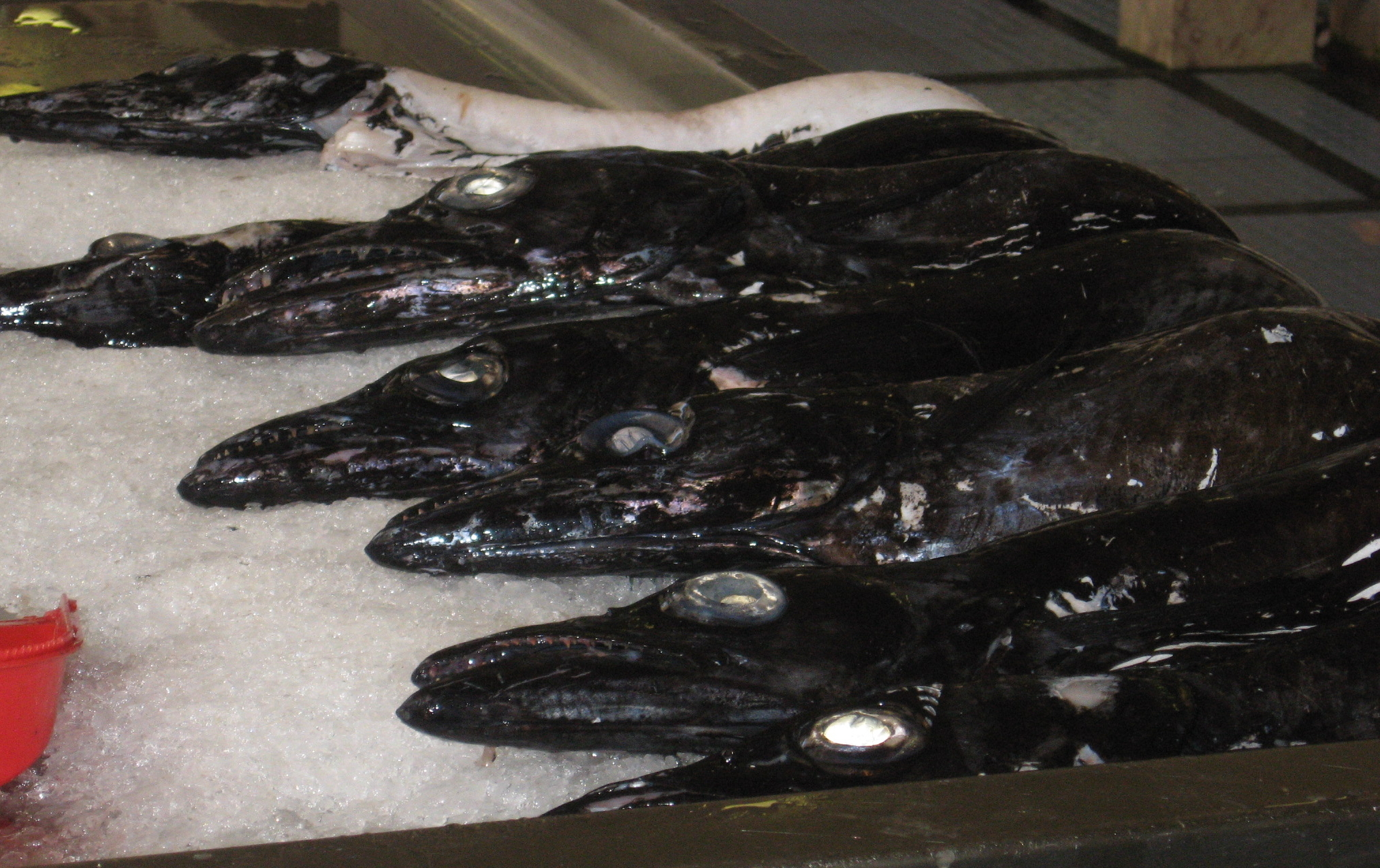
Sabre noir au marché de Funchal, à Madère

Le Sabre noir, Aphanopus carbo, est un poisson appartenant à la famille des Trichiuridae que l'on rencontre dans l'océan Atlantique entre des latitudes de 69° N et 27° N et à des profondeurs entre 180 et 1 700 m. Il mesure plus de 110 cm de long et atteint la maturité à partir de 80 à 85 cm.
Le Sabre noir est un poisson au corps particulièrement allongé. Sa gueule est grande avec des dents acérées. Les nageoires pelviennes sont présentes sous la forme d'une simple épine chez le jeune et disparaissent complètement chez l'adulte. Il est de couleur noir cuivré. L'intérieur de la bouche est noir. Les jeunes vivent à des profondeurs variant entre 100 et 500 m. 

## Valeur économique
Le Sabre noir est économiquement important pour les pêcheurs de la péninsule Ibérique, et tout particulièrement à Madère.

## Sauvegarde
La Marine Conservation Society a classé le Sabre noir parmi les espèces vulnérables du fait de la surpêche dont il fait l'objet. Selon elle, très peu d'indications permettent de savoir si sa pêche pourra persister dans le temps.